# Zahlungsaufschub (Film)
Zahlungsaufschub ist ein US-amerikanischer Kriminalfilm aus dem Jahr 1932 von Lothar Mendes mit Charles Laughton und Maureen O’Sullivan in den Hauptrollen. Der Pre-Code-Film wurde von Metro-Goldwyn-Mayer produziert und basiert auf dem 1931 uraufgeführten Bühnenstück Payment Deferred von Jeffrey Dell.

## Handlung
Der Makler Hammond zeigt einem Interessenten ein Haus in London. Während der Besichtigung sprechen die beiden über den Mörder William Marble, der das Haus zuletzt besaß. Sie spekulieren, was die Wände verraten würden, wenn sie sprechen könnten.
Die Marbles sind hoch verschuldet, zudem droht dem Familienoberhaupt William die Kündigung bei der Devisenabteilung seiner Bank. William erfährt von lukrativen Spekulationen auf den französischen Franc, kann aber wegen Geldmangel nicht investieren. Als sein Neffe James Medland unerwartet aus Australien zurückkehrt, keimt in William Hoffnung auf. Doch James ist an Devisengeschäften nicht interessiert und will William auch kein Darlehen geben. William vergiftet James mit Zyanid und vergräbt seine Leiche im Garten. Mit dem Geld aus der Börse seines Neffen macht er 30.000 Pfund Gewinn. 
Williams Gewissen macht ihm zu schaffen. Er schickt seine Frau Annie und die Tochter Winnie auf eine Ferienreise. Er selber bleibt zu Hause und beschäftigt sich mit Giften. Mit der Boutiquebesitzerin Rita Collins beginnt er eine Affäre, die jedoch endet, als Annie und Winnie einen Tag früher als geplant heimkommen und Winnie das Paar erwischt. Annie findet heraus, wie William an das Geld für seine Investition gekommen ist, hält aber zu ihm. Für eine Zeit lang führen die Marbles ein friedliches Leben. Doch dann erzählt Winnie ihrer Mutter von Williams Affäre und dass sie zu wohlhabenden Freunden ziehen werde. Für Annie ist das ein Schock und sie erkrankt.
Einige Tage später erscheint Rita und verlangt 500 Pfund von William. Annie hört das Streitgespräch und sieht, wie ihr Mann Rita das Geld übergibt. Sie glaubt, dass die Affäre immer noch andauert und entschließt sich zum Selbstmord. Sie trinkt vergifteten Orangensaft und erkrankt schwer. Als sie schließlich stirbt, entdeckt der hinzugerufene Arzt, dass Annie an Gift gestorben ist und verdächtigt William des Mordes. William wird angeklagt und zum Tod verurteilt. Kurz vor der Hinrichtung sucht Winnie reumütig ihren Vater auf und gibt sich selber die Schuld am Schicksal ihrer Eltern. William beruhigt sie mit der Erklärung, er werde etwas verspätet eine alte Schuld begleichen.

## Produktion

### Hintergrund
Gedreht wurde der Film von Ende August bis Anfang September 1932 in den MGM-Studios in Universal City.
Jeffrey Dells Bühnenstück basierte auf dem gleichnamigen Roman von C. S. Forrester, der 1926 veröffentlicht wurde. Charles Laughton spielte auf der Bühne die gleiche Rolle.
Im März 1933 verübte der Feuerwehrmann William J. Costello in Peabody (Massachusetts) Selbstmord durch Einnahme von Cyanid, das seine Frau einige Tage vorher als Rattengift gekauft hatte. Mehrere Artikel in der Presse stellten die Vermutung auf, der Selbstmord sei durch den Film inspiriert worden. Die Zensurbehörde warnte das Studio, dass viele Bezirke nicht erlauben würden, ein spezielles Gift wie Cyanid zu benennen. In der Tat durfte der Film in einigen Bezirken erst aufgeführt werden, als entsprechende Änderungen vorgenommen wurden.

### Stab
Cedric Gibbons oblag die künstlerische Leitung. Verantwortlicher Toningenieur war Douglas Shearer.

### Besetzung
In kleinen nicht im Abspann erwähnten Nebenrollen traten Ethel Griffies und Doris Lloyd auf.

## Veröffentlichung
Die Premiere des Films fand am 1. November 1932 in Sandusky (Ohio) statt. In der Bundesrepublik Deutschland wurde er am 10. August 1968 im deutschen Fernsehen ausgestrahlt.

## Kritiken
Der Filmkritiken-Aggregator Rotten Tomatoes hat in einer Auswertung ein Publikumsergebnis von 87 Prozent positiver Bewertungen ermittelt.
Das Lexikon des internationalen Films schrieb: „Charles Laughton spielt bravourös die ganze Skala von Verklemmtheit, Tücke, Armseligkeit, Schäbigkeit aus. Der völlig ruhige, nichtsdestoweniger desperate Schluß ist bezeichnend für die kammerspielhafte Intensität des Films, über dem ein Hauch von menschenverachtender Kälte zu liegen scheint.“
Der Kritiker des TV Guide sah einen Film mit einem exzellenten Charles Laughton und einer ironischen Pointe.